# Citroën Elysée
Der Citroën Elysée ist ein Kraftfahrzeug der Kompaktklasse mit Stufenheck, das von 2002 bis 2013 speziell für den chinesischen Markt hergestellt wurde. Produktion und Vertrieb übernahm die Dongfeng Peugeot Citroën Automobile, ein Joint Venture zwischen dem französischen PSA-Konzern (Peugeot-Citroën) und dem chinesischen Hersteller Dongfeng Motor Corporation.
Das Design des Elyseé stammte aus der VR China und ist eine Weiterentwicklung des Citroën ZX. Viele Teile, auch das Armaturenbrett, entstammten dem Citroën Xsara.
Die Ausstattung umfasste unter anderem ABS, eine Servolenkung, elektrische Fensterheber, Zentralverriegelung und ein CD-Radio.